# ジョン・チェンバース (メイクアップアーティスト)
ジョン・チェンバース（John Chambers、1923年9月12日 - 2001年8月25日）は、アメリカ合衆国のメイクアップアーティストである。映画及びテレビ界で活躍した。

## 生涯
イリノイ州シカゴで生まれる。第二次世界大戦中は医療技術者として従事し、戦後はアメリカ合衆国退役軍人省病院で顔面を負傷した軍人の顔を修復し、また義足を作っていた。
1953年にNBCに入り、6年間にわたって多くの番組に参加した。さらにユニバーサル・ピクチャーズに入社し、『八十日間世界一周』で初めて映画に携わった。チェンバースは『秘密殺人計画書』で多くのスターたちに特殊メイクを施し、注目を浴びた。他にテレビシリーズ『マンスターズ』、『アウターリミッツ』などに参加した。
チェンバースは『猿の惑星』によりアカデミー名誉賞を受賞し、世界的に知名度を上げた。他に『スパイ大作戦』のパイロット版に参加し、さらに『宇宙大作戦』ではレナード・ニモイの尖った耳を作成した。
映画界への貢献により、チェンバースの名はハリウッド・ウォーク・オブ・フェームに残されている。
チェンバースは様々な貢献により、CIAより最高市民賞を贈られている。彼の功績のいくつかはワシントンD.C.の国際スパイ博物館で観覧することができる。また、1979年11月に発生したイランアメリカ大使館人質事件の際、人質となることを免れてカナダ大使邸に隠れていた6人の外交官を、SF映画のロケハンスタッフに身分偽装させて脱出させるという作戦ではトニー・メンデスと協力した（カナダの策謀）。このエピソードを描いた2012年の映画『アルゴ』ではジョン・グッドマンがチェンバースを演じた。

## ビッグフット
パターソン・ギムリン・フィルムのビッグフットはチェンバースが作ったと言われているが、本人は否定している。